# Piranguinho
Piranguinho es un municipio brasilero del estado de Minas Gerais. Su nombre significa "Pescado Pequeño" en tupí, pero en los últimos años, estudiosos de la lengua indígena afirman que el origen del nombre es "Pequeño Río Rojo". Su población estimada es de 8.067 habitantes.
Es considerada la Capital Nacional del turrón de maní. Ciudad rica en recursos naturales, productos agrícolas, y atracciones festivas como rodeo, fiesta del turrón y el carnaval. 